# Cameron Ayers
Cameron Alexander Ayers (ur. 18 września 1991 w Columbus) – amerykański koszykarz, występujący na pozycji rozgrywającego lub rzucającego obrońcy.
14 sierpnia 2017 został zawodnikiem PGE Turowa Zgorzelec. 11 lipca 2018 podpisał umowę z włoskim Lighthouse Conad Trapani, występującym w II lidze (A2).
23 lipca 2019 dołączył do Trefla Sopot.

## Osiągnięcia
Stan na 14 lipca 2020, na podstawie, o ile nie zaznaczono inaczej.
NCAA
- Uczestnik turnieju NCAA (2011, 2013)
- Mistrz:
  - turnieju Ligi Patriot (2011, 2013)
  - sezonu regularnego Ligi Patriot (2011–2013)
- Zawodnik roku Ligi Patriot (2014)[6]
- MVP turnieju Legends Classic Lewisburg Subregional (2012)
- Zaliczony do:
  - I składu:
    - Ligi Patriot (2013, 2014)
    - turnieju:
      - Ligi Patriot (2011, 2013)
      - Legends Classic Lewisburg Subregional (2012)

    - debiutantów Ligi Patriot (2011)

  - II składu Ligi Patriot (2012)
- Lider Ligi Patriot w skuteczności rzutów z gry (2014)[7]

Drużynowe
- Mistrz Ligi Bałtyckiej (2016)
- Uczestnik rozgrywek pucharu FIBA Europa (2016)

Indywidualne
- Zawodnik miesiąca EBL (kwiecień 2018)[8]
- Zaliczony do III składu EBL (2018 przez dziennikarzy)[9]